# Björn Lind
Björn Johan Lind (Österåker, 22 marzo 1978) è un ex fondista svedese, campione olimpico nello sprint e nello sprint a squadre ai XX Giochi olimpici invernali di Torino 2006.

## Biografia

### Stagioni 2001-2005
Nato a Ljusterö di Österåker e specialista delle gare sprint, in Coppa del Mondo ha esordito il 28 dicembre 2000 nello sprint a tecnica classica di Engelberg (41°) e ha ottenuto il primo podio nella medesima specialità il 5 marzo 2002 a Stoccolma (3°). Fino alla stagione 2003-2004 aveva raggiunto solo un'altra il podio, nello sprint a squadre a tecnica classica di Lahti del 4 marzo 2004, in coppia con Mats Larsson.
Ha partecipato ai XIX Giochi olimpici invernali di Salt Lake City 2002 (4° nello sprint) e ai Mondiali del 2005 a Oberstdorf (4° nello sprint il miglior risultato). In Coppa nella stagione 2004-2005 ha conquistato tre podi, sempre in gare sprint (un secondo e due terzi posti), e ha chiuso al sesto posto nella classifica di specialità.

### Stagioni 2006-2011
Fin dalle prime gare della stagione che avrebbe portato ai XX Giochi olimpici invernali di Torino 2006 Lind ha ottenuto vari piazzamenti di rilievo, con sei podi e tre vittorie; ha conseguito il primo successo in carriera il 30 dicembre 2005 nello sprint a tecnica libera di Nové Město na Moravě. A fine stagione ha vinto la Coppa di sprint precedendo il connazionale Thobias Fredriksson.
Alle Olimpiadi ha partecipato alle gare a lui più congeniali: sprint (a tecnica libera) e sprint a squadre (a tecnica classica). Il 14 febbraio 2006, in coppia con il campione del mondo 2003 Thobias Fredriksson, grazie alla sua volata finale è riuscito a sopraggiungere il norvegese Tor-Arne Hetland e a vincere l'oro. Otto giorni più tardi è stato il momento dello sprint: dopo aver marcato il miglior tempo in qualificazione, ha superato nella finale Cristian Zorzi, Roddy Darragon e Thobias Fredriksson.

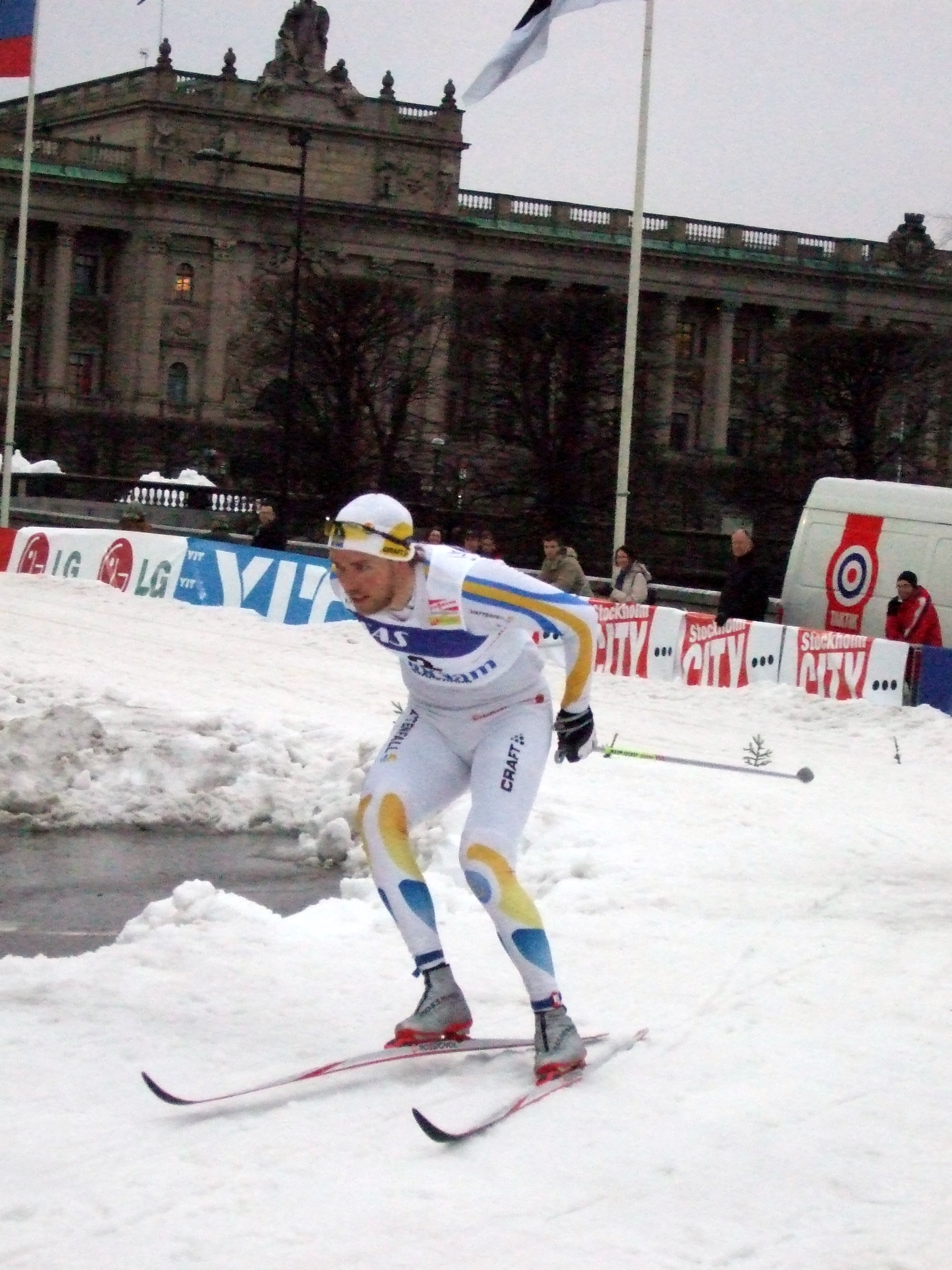
Lind nel 2007 durante la prova di Coppa del Mondo di Stoccolma

Nelle stagioni successive Lind non è più stato costantemente ai massimi livelli, riuscendo solo sporadicamente a salire nuovamente sul podio in Coppa del Mondo. Ai Mondiali del 2007 a Sapporo è stato 4° nello sprint; in quelli successivi di Liberec, sua ultima partecipazione iridata, 61° nella medesima specialità.
Ai XXI Giochi olimpici invernali di Vancouver 2010 ha disputato lo sprint a tecnica classica venendo eliminato ai quarti di finale e classificandosi al 19º posto finale. Con la partecipazione olimpica ha chiuso la sua carriera ai massimi livelli; nella stagione 2010-2011 ha disputato gare FIS e di Marathon Cup fino al definitivo ritiro, coinciso con la Vasaloppet 2011.

## Palmarès

### Olimpiadi
- 2 medaglie:
  - 2 ori (sprint, sprint a squadre a Torino 2006)

### Coppa del Mondo
- Miglior piazzamento in classifica generale: 4º nel 2006
- Vincitore della Coppa del Mondo di sprint nel 2006
- 15 podi (8 individuali, 7 a squadre):
  - 4 vittorie (3 individuali, 1 a squadre)
  - 7 secondi posti (2 individuali, 5 a squadre)
  - 4 terzi posti (3 individuali, 1 a squadre)

#### Coppa del Mondo - vittorie
| Data             | Luogo                | Paese     | Disciplina                              |
| ---------------- | -------------------- | --------- | --------------------------------------- |
| 30 dicembre 2005 | Nové Město na Moravě | Rep. Ceca | Sprint TL                               |
| 8 gennaio 2006   | Otepää               | Estonia   | Sprint TC                               |
| 4 febbraio 2006  | Davos                | Svizzera  | Sprint TL                               |
| 29 ottobre 2006  | Düsseldorf           | Germania  | Sprint a squadre TL (con Peter Larsson) |

Legenda:

TC = tecnica classica

TL = tecnica libera

### Marathon Cup
- Miglior piazzamento in classifica generale: 25º nel 2011
- 1 podio:
  - 1 terzo posto